# Un cheval de race
 (juin 2023).
Si vous disposez d'ouvrages ou d'articles de référence ou si vous connaissez des sites web de qualité traitant du thème abordé ici, merci de compléter l'article en donnant les références utiles à sa vérifiabilité et en les liant à la section « Notes et références ».
Un cheval de race est un poème de Charles Baudelaire, issu du recueil Le Spleen de Paris.
Il répond en « subtils échos » au poème Allégorie des Fleurs du mal.